# Simone Verdi
Simone Verdi (Broni, provincia de Pavía, 12 de julio de 1992) es un futbolista italiano. Juega de delantero y se encuentra sin equipo tras abandonar el Como 1907.

## Trayectoria
Formado en las categorías inferiores del A. C. Milan, fue traspasado al Torino F. C. en 2011, en la temporada del retorno de este club a la Serie A, luego a la Juve Stabia y después al Empoli F. C., con el que también consiguió el ascenso a la Serie A. Cuando concluyó dicha campaña, retornó al Milan. En 2014 jugó en el Empoli, donde disputó 26 partidos y marcó un gol.
En 2015 llegó cedido a la S. D. Eibar para disputar la temporada 2015-16; el club consiguió su cesión guardándose una opción de compra al finalizar la temporada. Sin embargo, tras la apertura del mercado invernal y sin apenas contar con minutos en la Primera División de España, terminó su cesión con el equipo armero. Tras rescindir su cesión con el Eibar, el Milan volvió a cederlo, en esta ocasión al Carpi F. C. 1909 de la Serie A.
El 11 de junio de 2018 fichó por el S. S. C. Napoli. Marcó su primer gol con la camiseta azzurra el 23 de septiembre contra el Torino. El 3 de octubre debutó en Liga de Campeones, en un partido ante el Liverpool F. C. que finalizó con marcador de 1 a 0 a favor de los napolitanos. Durante el partido de visitante contra el Udinese, el 20 de octubre, se lesionó y estuvo de baja durante alrededor de dos meses. El 2 de febrero de 2019 marcó su segundo gol contra la U. C. Sampdoria. El 21 del mismo mes marcó su primer gol en las competiciones europeas de clubes, en el partido de local contra el Zúrich, finalizado 2 a 0.
El 2 de septiembre de 2019 fue cedido al Torino F. C. con obligación de compra.

## Selección nacional
Ha sido internacional con la selección de fútbol de Italia en 4 ocasiones. Debutó el 28 de marzo de 2017, en un encuentro amistoso ante la selección de los Países Bajos que finalizó con marcador de 2-1 a favor de los italianos.

### Participaciones en Eurocopas Sub-21
| Eurocopa                | Sede            | Resultado    |
| ----------------------- | --------------- | ------------ |
| Eurocopa Sub-21 de 2015 | República Checa | Primera fase |

## Clubes
| Club                            | País   | Año       |
| ------------------------------- | ------ | --------- |
| A. C. Milan                     | Italia | 2010-2011 |
| Torino F. C.                    | Italia | 2011-2013 |
| S. S. Juve Stabia (cedido)      | Italia | 2013      |
| Empoli F. C. (cedido)           | Italia | 2013-2015 |
| S. D. Eibar (cedido)            | España | 2015-2016 |
| Carpi F. C. 1909 (cedido)       | Italia | 2016      |
| Bologna F. C. 1909              | Italia | 2016-2018 |
| S. S. C. Napoli                 | Italia | 2018-2019 |
| Torino F. C.                    | Italia | 2019-2022 |
| U. S. Salernitana 1919 (cedido) | Italia | 2022      |
| Hellas Verona F. C. (cedido)    | Italia | 2022-2023 |
| Torino F. C.                    | Italia | 2023      |
| Como 1907                       | Italia | 2023-2025 |
| U. S. Sassuolo Calcio (cedido)  | Italia | 2025      |

## Palmarés

### Campeonatos nacionales
| Título  | Club                  | País   | Año     |
| ------- | --------------------- | ------ | ------- |
| Serie B | U. S. Sassuolo Calcio | Italia | 2024-25 |